# Endogen
Das Wort endogen (wörtlich „im Inneren erzeugt“) bedeutet, dass etwas aus inneren Ursachen entsteht oder aus dem Inneren eines Systems heraus nach innen oder außen wirkt. Das Gegenteil ist exogen. Diese Worte finden in verschiedenen Wissenschaften Verwendung.

## Etymologie
Das Wort setzt sich aus den griechischen Wortbestandteilen griechisch ἔνδον éndon, deutsch ‚innen‘ und griechisch γένος génos, deutsch ‚Geschlecht, Stamm, Volkstamm, Volk‘ zusammen. Endogen heißt daher, etwas ist durch innere Ursachen entstanden. Wird das Wort in den Naturwissenschaften und der Medizin gebraucht, bezieht es sich in der Regel auf aus einem Organismus selbst entstandene Ursachen, von innen auf den Körper einwirkend. Dies kann beispielsweise Stoffe, Substanzen, Bakterien, Viren oder Vorgänge beschreiben. Das Wort endogen wird aber auch in anderen Fachgebieten verwendet.

## Verwendung in verschiedenen Wissenschaften
- In der Botanik sind endogene Pflanzenteile solche Teile einer Pflanze, die nicht aus Gewebeschichten an der Oberfläche der Pflanze heraus entstehen, sondern im Innern der Pflanze. Während ihres Wachstums durchstoßen sie anschließend die äußeren (exogenen) Gewebeschichten.
- Die Geologie benennt ebenfalls endogene Prozesse, das heißt Prozesse, die im Erdinnern durch interne Kräfte wie Spannungen und Wärme entstehen.
- Die Medizin spricht von endogenen Stoffen, Krankheiten oder Krankheitserregern, wenn diese im Innern des Lebewesens entstehen.
- In der Virologie spricht man von endogenen Viren, wenn diese in der Lage sind, sich in das Genom ihrer Wirtszelle zu integrieren. Beispiele sind endogene Retroviren (am bekanntesten HIV) und gewisse Riesenviren im Phylum der NCLDV.
- In der Psychiatrie sind die endogenen Psychosen bzw. Psychopathien[1] eine Sammelbezeichnung für Krankheiten, die mehr durch eine innere Konstitution verursacht werden als durch äußere Einflüsse.
- Die Psychologie spricht von endogenen Faktoren oder Prozessen, wenn diese aus der psychischen Veranlagung eines Individuums heraus entstehen.
- In der Soziologie ist es eine Charakterisierung des sozialen Wandels als innergesellschaftlich verursacht (Gegensatz: exogener sozialer Wandel durch Einwirken anderer Gesellschaften)
- In der Statistik bezeichnen endogene Variablen solche Faktoren, deren Ausprägung in einem Kausal- oder Strukturgleichungsmodell erklärt oder vorhergesagt werden soll.
- In den Wirtschaftswissenschaften werden Größen als endogen bezeichnet, wenn sie in einem Modell eine abhängige Variable darstellen. Ihr Wert ergibt sich damit als Ergebnis aus der Modellstruktur und den exogenen Variablen des Modells. Siehe auch Endogenität und Endogenitätstest, endogene Variable, Hausman-Spezifikationstest, Regressions-Diskontinuitäts-Analyse, lineare Paneldatenmodelle und Instrumentvariablenschätzung.